# Eparchia di Armavir

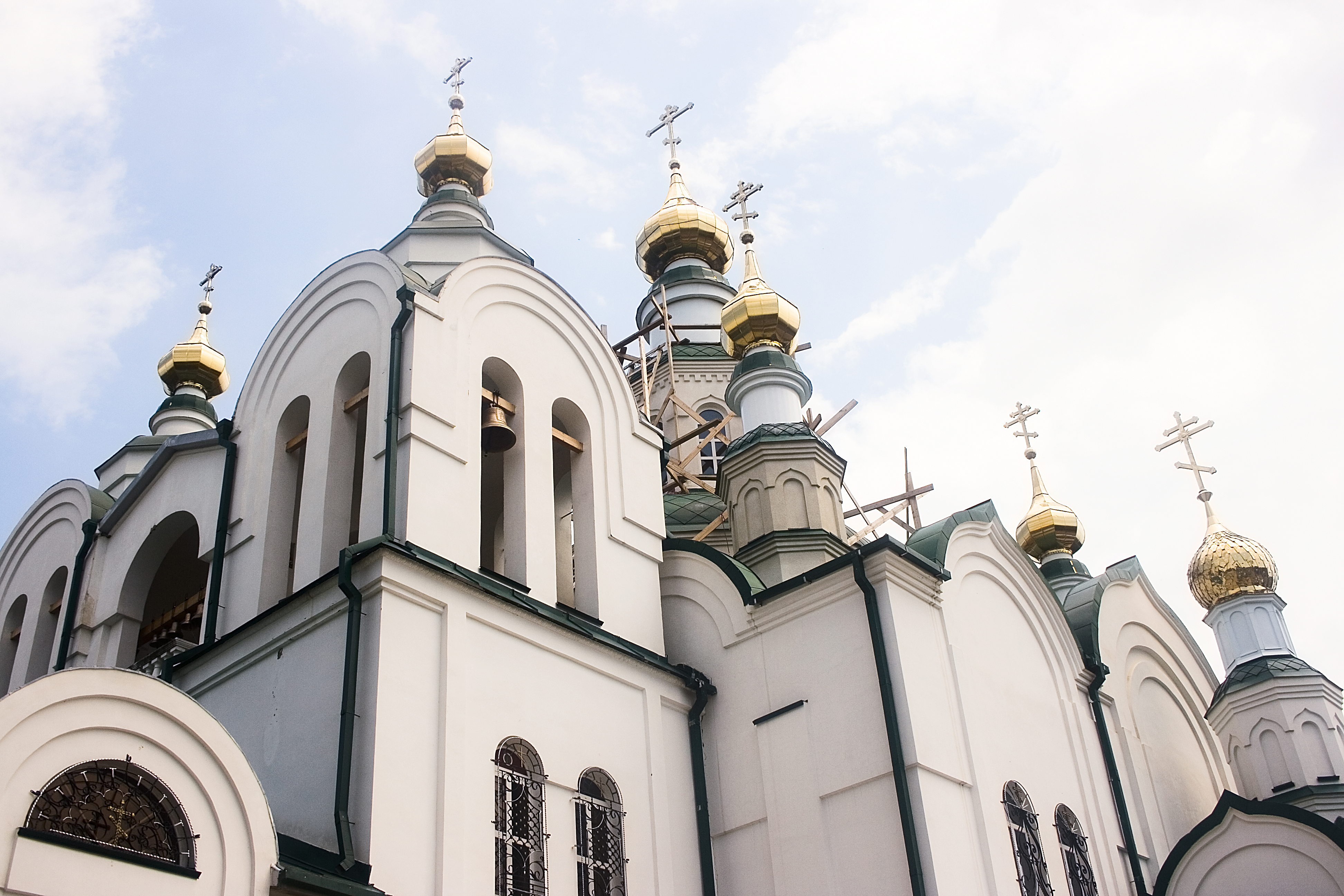
La cattedrale di San Nicola di Armavir.

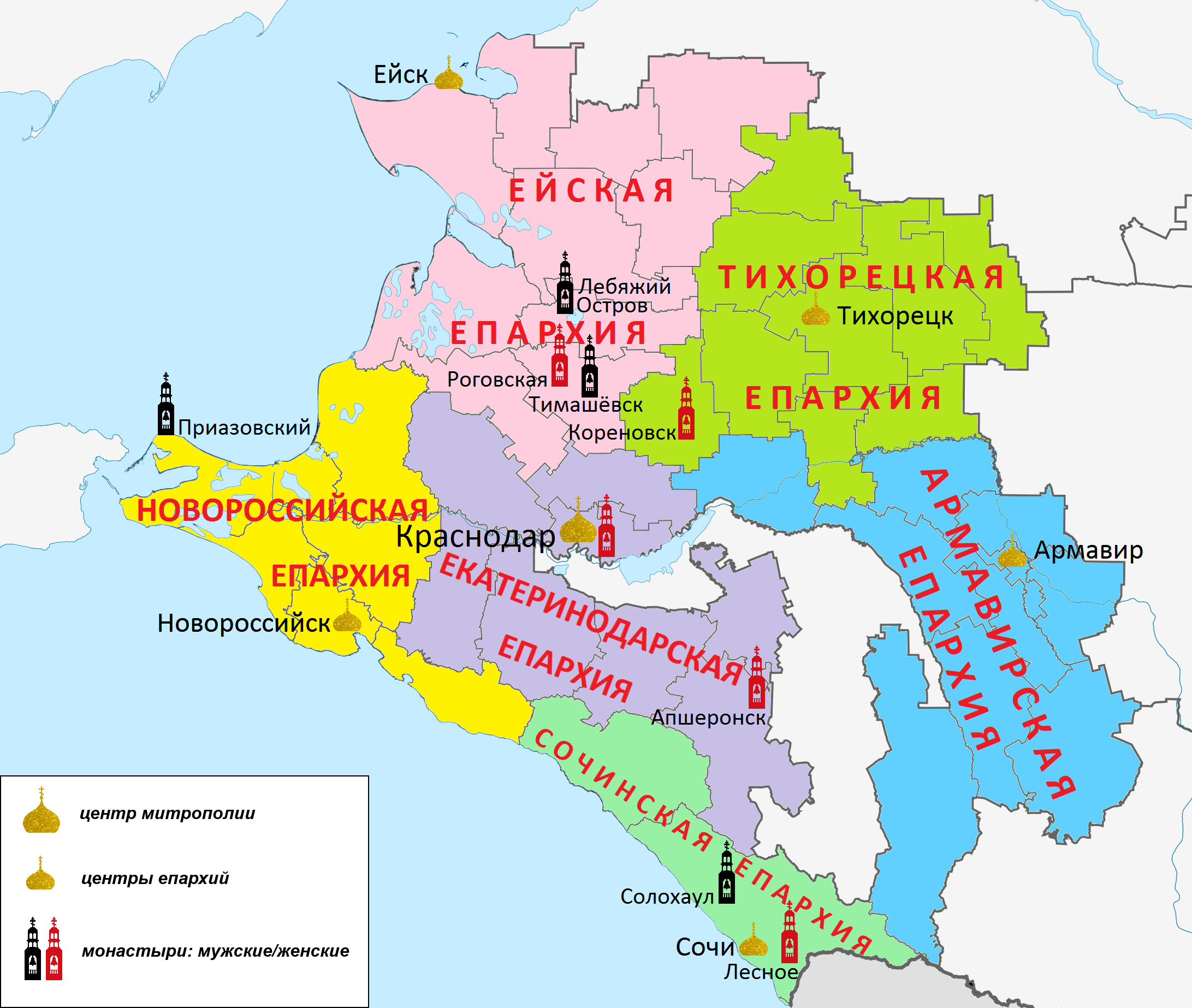
Mappa delle eparchie della metropolia del Kuban': nella parte sud-orientale, in verde, il territorio dell'eparchia di Armavir.

L'eparchia di Armavir (in russo Армавирская епархия?) è una diocesi della Chiesa ortodossa russa, appartenente alla metropolia del Kuban'.

## Territorio
L'eparchia comprende la citta di Armavir e i rajon Gul'kevičskij, Kurganinskij, Labinskij, Mostovskij, Novokubanskij, Otradnenskij, Uspenskij e Ust'-Labinskij nel territorio di Krasnodar.
Sede eparchiale è la città di Armavir, dove si trova la cattedrale di San Nicola.
L'eparca ha il titolo ufficiale di «eparca di Armavir e Labinsk».

## Storia
L'eparchia è stata eretta dal Santo Sinodo della Chiesa ortodossa russa il 12 marzo 2013, ricavandone il territorio dall'eparchia di Ekaterinodar.